# Nichirei International 1993
Nichirei International 1993 — жіночий тенісний турнір, що проходив на відкритих кортах з твердим покриттям Ariake Coliseum у Токіо (Японія). Належав до турнірів 2-ї категорії в рамках Туру WTA 1993. Турнір відбувся вчетверте і тривав з 21 до 26 вересня 1993 року. Четверта сіяна Аманда Кетцер здобула титул в одиночному розряді й отримала 75 тис. доларів США.

## Фінальна частина

### Одиночний розряд
Аманда Кетцер —  Кіміко Дате 6–3, 6–2
- Для Кетцер це був 2-й титул в одиночному розряді за сезон і за кар'єру.

### Парний розряд
Ліза Реймонд /  Чанда Рубін —  Аманда Кетцер /  Лінда Гарві-Вілд 6–4, 6–1